# Deinopa ypita
Deinopa ypita là một loài bướm đêm trong họ Erebidae.